# Gamonal de Riopico
Gamonal de Riopico est un ancien municipio (municipalité ou canton) situé dans le Nord de l’Espagne, dans la comarca (comté ou pays ou arrondissement) de Alfoz de Burgos dans la Communauté autonome de Castille-et-León, province de Burgos. Il est depuis 1955 intégré, en tant que barrio (quartier), à la ville de Burgos.
C'est le quartier le plus peuplé de Burgos avec environ 60 000 habitants en 2010.
Gamonal de Riopico est un jalon sur l'une des variantes du Camino francés du Pèlerinage de Saint-Jacques-de-Compostelle, pour l'entrée dans la ville de Burgos par le nord-est.

## Histoire

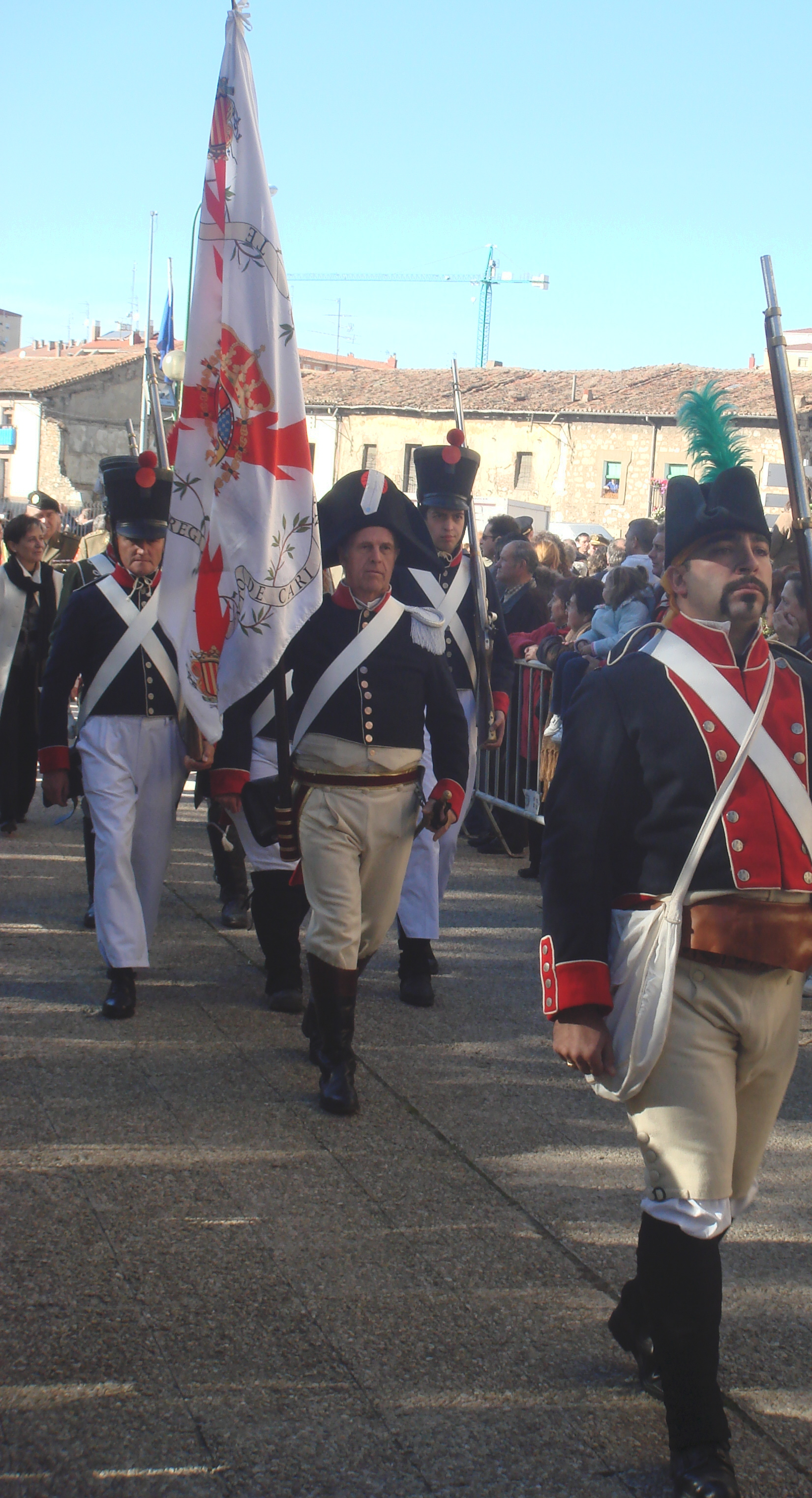
Commémoration 2007 de la bataille de Gamonal.

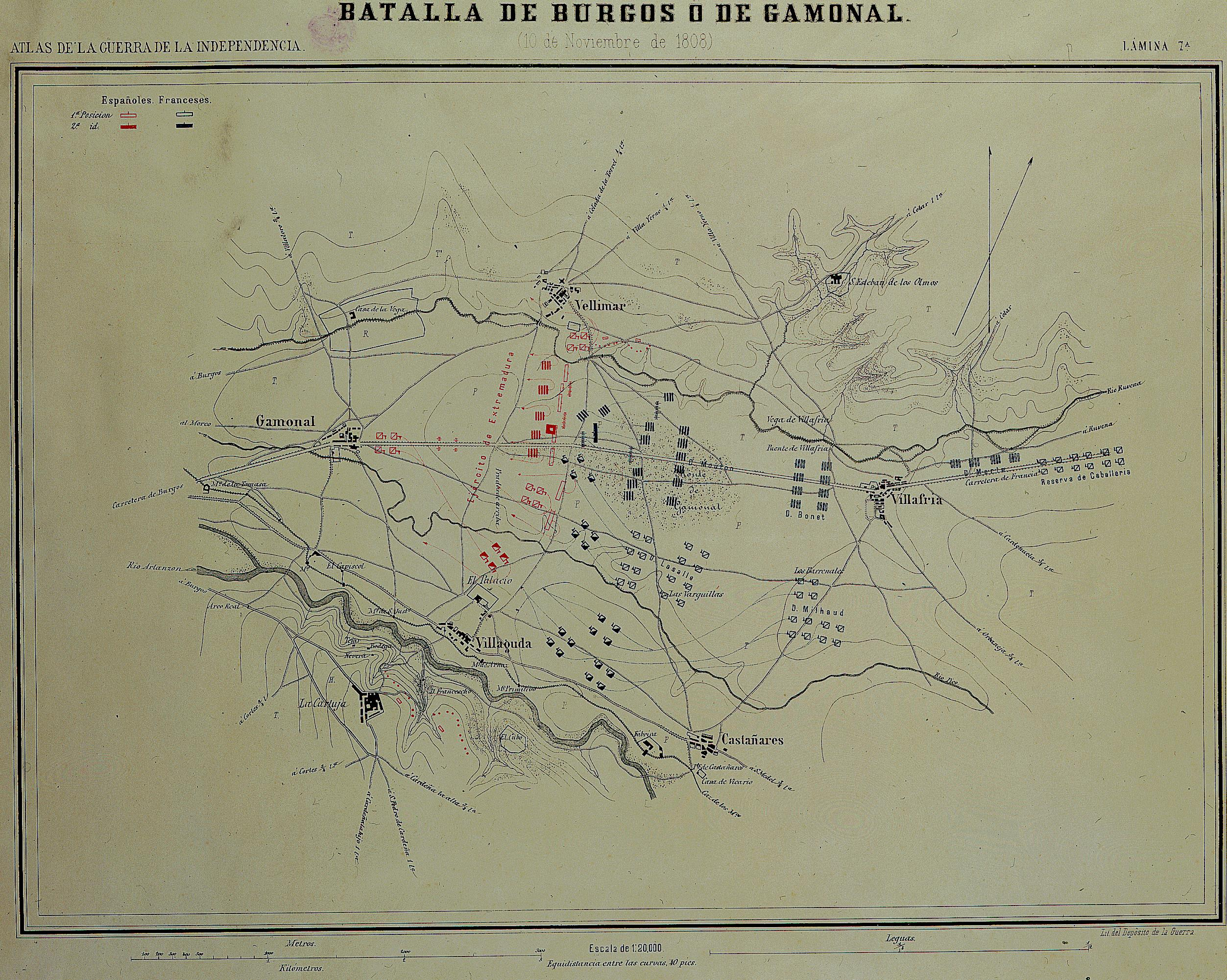
Plan de la bataille de Gamonal.

## Culture et patrimoine

### Le Pèlerinage de Compostelle
Par le Camino francés du Pèlerinage de Saint-Jacques-de-Compostelle, le chemin vient de Villafría de Burgos.
Par la Ruta de Bayona, le chemin peut arriver par le nord-est de Villayerno Morquillas, pour le pèlerin qui ne cherche pas à atteindre directement Burgos.
La prochaine étape est la ville de Burgos.
On évite cependant ce passage par Villafría de Burgos et Gamonal en zone urbanisée, si on emprunte les variantes est ou sud par Castañares, puis le parc du Fuentes Blancas ou Villayuda.

### Patrimoine religieux

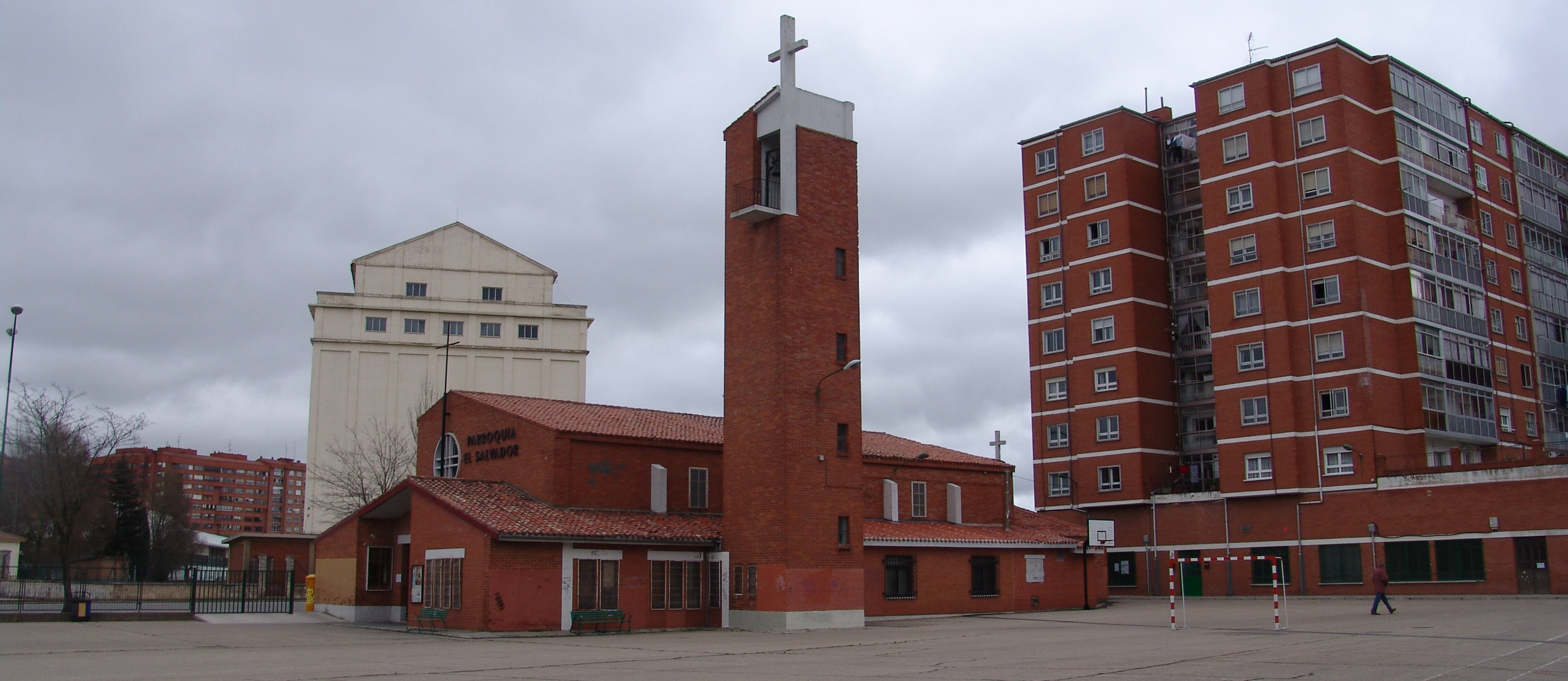
Église El Salvador à Gamonal.

## Sources et références
- (es) Cet article est partiellement ou en totalité issu de l’article de Wikipédia en espagnol intitulé « Gamonal (Burgos) » (voir la liste des auteurs).
- Grégoire, J.-Y. & Laborde-Balen, L. , « Le Chemin de Saint-Jacques en Espagne - De Saint-Jean-Pied-de-Port à Compostelle - Guide pratique du pèlerin », Rando Éditions, mars 2006,  (ISBN 2-84182-224-9)
- « Camino de Santiago St-Jean-Pied-de-Port - Santiago de Compostela », Michelin et Cie, Manufacture Française des Pneumatiques Michelin, Paris, 2009,  (ISBN 978-2-06-714805-5)
- « Le Chemin de Saint-Jacques Carte Routière », Junta de Castilla y León, Editorial Everest